# Comănești
Comănești (pronunciat en romanès: [koməˈneʃtʲ]) és una ciutat del comtat de Bacău, a l'oest de Moldàvia, Romania, amb una població de 19.568 habitants el 2011. Es troba al riu Trotuș, que flueix entre les muntanyes Ciuc i Tarcău; 10 km (6 mi) del curs del riu passen per Comănești.
La ciutat administra dos pobles, Podei i Vermești.

## Història
L'àrea de la ciutat de Comanesti ha estat habitada des del Neolític període - es van trobar restes neolítiques a la zona Vermeşti de la ciutat. El nom deriva dels cumans que antigament van governar la regió. El seu primer registre escrit data de 1657, i la seva primera presència en un mapa del mapa Sanson de 1696.
A partir de finals del segle xviii, la ciutat va pertànyer a la família dels boiars Ghica, que va romandre una presència important a la zona fins a mitjan segle xx. El palau Ghica (que actualment alberga el museu local), el parc situat davant del museu i les estacions de ferrocarril són testimonis de la seva presència a la ciutat.
Durant els estius del 2004, 2005 i 2006, Comănești va patir greus inundacions del Trotuș. Alguns especialistes han associat aquestes inundacions a la desforestació de la zona. El 2006 i el 2008, Comănești va ser el lloc de grans sons semblants a una explosió que no es van identificar.

## Indústria
El 2003 tenia una taxa d'atur del 18,1%, molt superior a la mitjana del país, i la ciutat fou declarada regió subdesenvolupada.
La ciutat es troba al centre d'un gran jaciment de carbó i també hi ha quantitats menors de petroli a la zona. La mina de carbó, que el 1989 donava feina a 5.000 persones, es va tancar definitivament el 2005 i va deixar l'últim grup de miners (260 en total) a l'atur. L'altra indústria important de la ciutat és la silvicultura, però la gran fàbrica de fusteria i la gran fàbrica també van ser tancades; aquesta àrea d'empresa ara està dominada per petites empreses locals, però en els darrers anys alguns inversors internacionals van començar a aparèixer a la ciutat, especialment en comerç i comerç al detall.
Els darrers mesos hi ha hagut noves iniciatives per atraure inversions a la zona tant en el sector industrial com en el turístic.

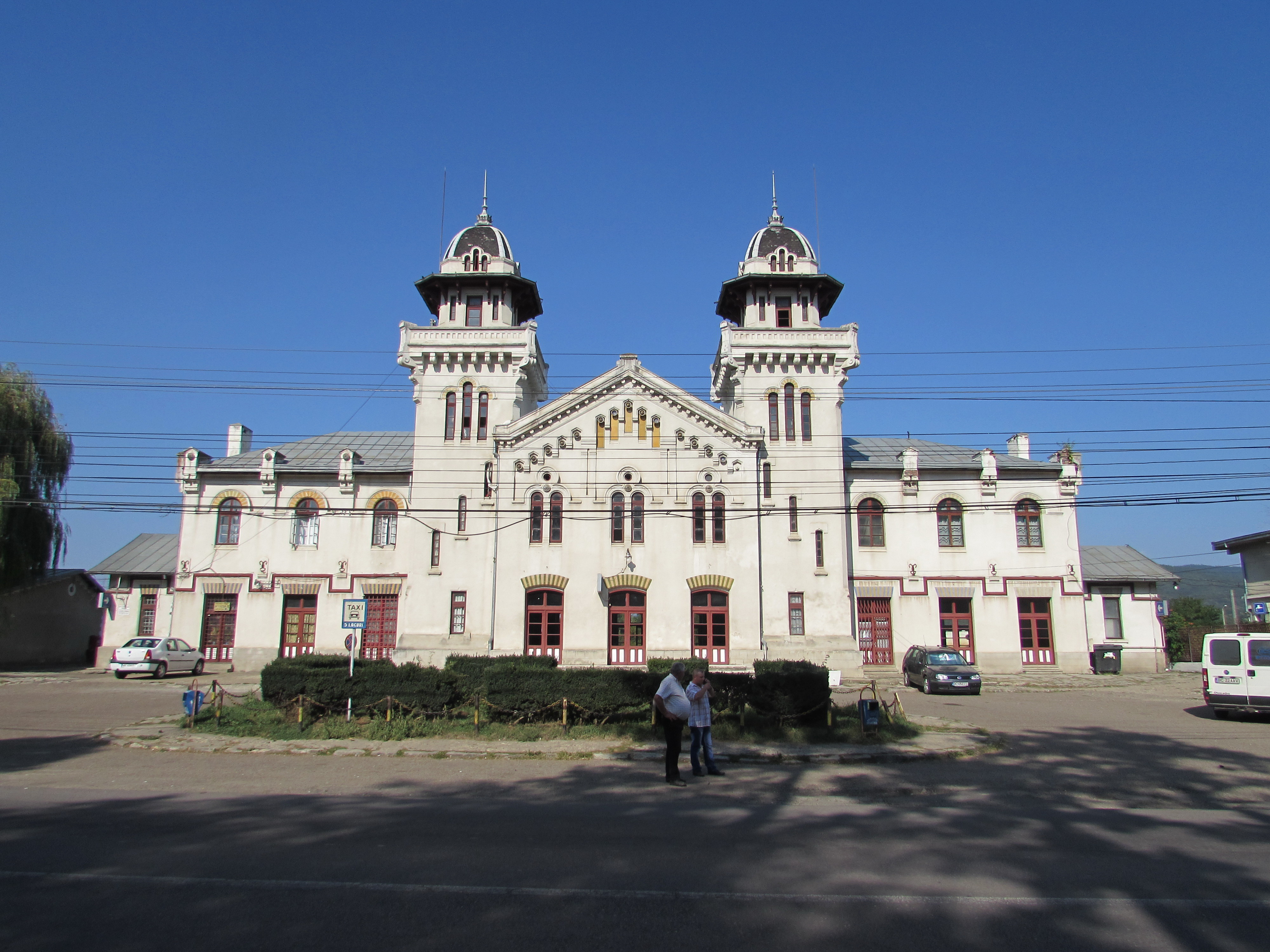
Estació de tren

## Estació de tren
L'estació de tren de Comănești es va construir el 1899, segons el model de les estacions de ferrocarril de Lausana i Curtea de Argeș. El disseny va ser realitzat per l'arquitecte italià, mentre la construcció va ser feta per l'enginyer Elie Radu.